# 恵庭温泉
恵庭温泉（えにわおんせん）とは、北海道恵庭市近郊に湧出する温泉。「恵庭温泉ラ・フォーレ」と「えにわ温泉 ほのか」が所在する。

## 歴史・概要
「恵庭ヘルスセンター」（現：恵庭温泉ラ・フォーレ）が温泉掘削に成功したことにより、1987年（昭和62年）に開湯となった。後に「恵庭の湯」も開湯したが、施設を経営していたカウボーイが撤退したため、現在は丸新岩寺の経営による「えにわ温泉 ほのか」（旧：天然温泉えにわの湯）として運営されている。
市内にはサッポロビール園などの集客施設もあり、観光やパークゴルフのスポーツなどを組み合わせて利用する客も多い。

## 泉質
- ナトリウム-塩化物泉(モール泉)

## 温泉地
- 「恵庭温泉ラ・フォーレ」と「えにわ温泉 ほのか」は共に健康ランド的な性格であるため、温泉街は形成されていない。

## 所在地・アクセス
所在地
- 恵庭温泉ラ・フォーレ - 北海道恵庭市恵南4-1
- えにわ温泉 ほのか - 北海道恵庭市戸磯397-2

アクセス
- 国道36号周辺
- 道道46号周辺
- 恵庭駅（恵庭の湯方面への無料バスが発着する）、サッポロビール庭園駅